# Rasiguères
Rasiguères là một xã trong tỉnh Pyrénées-Orientales, vùng Occitanie phía nam nước Pháp. Xã Rasiguères nằm ở khu vực có độ cao 182 mét trên mực nước biển.